# 大郝庄村北遗址
大郝庄村北遗址是位于中华人民共和国天津市静海区唐官屯镇大郝庄村北约1500米、唐王256公路北侧约1000米的一处金元明时期的遗址。当地村民称此地为“北疙瘩”，因此地高于四周约3-4米而得名，现在仍为村民耕种用地，因水土流失，高台现在高度约为2.2米。台长约150米，宽约100米，地表采集到遗物标本有釉陶片、灰陶口沿片、白瓷碗片、龙泉窑瓷片、元代韩瓶口沿、酱釉瓷碗残片、素面青砖、元、明清青花瓷片等。此遗址整体保存完整，年代久远，地表暴露标本丰富，很具有考古价值。根据地表遗物判断此地为金元明时期的聚落址。2011年3月31日被列入首批静海县文物保护单位。 